# Кугорн, Менно ван
Барон Менно ван Кугорн или Минно де Кегорн, также Кухорн, Кохорн, Когорн (нидерл. Menno van Coehoorn; март 1641, Бритсум, Леувардерадел, Фрисландия, — 17 марта 1704, Гаага) — голландский военный инженер, внёсший значительный вклад в развитие фортификации, создатель одной из вариаций бастионной системы укреплений. Большая часть его деятельности пришлась на период войн Франции с Нидерландами (1672—1678, 1688—1697, 1702—1713).
Когорн укрепил Берген-оп-Зоом, Нимвеген, Бреду, Грёнинген, Мангейм, Цволле и другие города. Сам осаждал и взял Бонн, Трарбах, Льеж, Намюр и другие города.
Силу крепости Когорн видел в обилии выступающих бастионов, причём каждая слабая часть стены должна была защищаться по крайней мере двумя огнями и бастионы должны были быть разрознены, чтобы взятие одного не имело влияния на защиту остальных. Кугорн стал известен, прежде всего, научным спором с инженером Луисом Паном (Paan), против которого он опубликовал «Versterckinge des Vijfhoecks Met alle sijne Buyten-Wercken» (Леуварден, 1682) в «Nieuwe Vestingsbouw» (новый способ укреплений) (1685); последняя книга в 1706 году была переведена на французский язык, а в 1709 году — на немецкий.
Главными идеями Когорна были следующие:
- необходимость доставить рвам возможно сильную и различного рода оборону;
- укрытие каменных одежд;
- лишение неприятеля возможности на занятой им части укреплений строить батареи и пр., для чего при высоких грунтовых водах следует понижать прикрываемый путь и углублять сухие рвы и тем принуждать его пользоваться исключительно приносным материалом;
- сочетание водяных и сухих рвов может принести огромную пользу;
- хорошее укрытие гарнизона от навесного огня и внезапных нападений.

Кугорна называли «голландским Вобаном», хотя он сам был противником Вобана и в 1692 году успешно защищал от него форт Вильгельм у Намюра, пока не был отрезан от помощи и был вынужден сдаться.
Кугорн первый применил большие количества орудий при осадах, особенно поощряя небольшие, кидавшие гранаты мортиры — кугорны, названные по его имени. В 1703 году таких мортир против Бонна было выставлено 500 и они в три дня заставили крепость сдаться.